# أنغوس إيف
أنغوس إيف (بالإنجليزية: Angus Eve)‏ (مواليد 23 فبراير 1973 في كاريناغي) لاعب كرة قدم ترينيدادي دولي معتزل كان يجيد اللعب في خط الوسط .